# Rostgult plattfly
Rostgult plattfly (Conistra rubiginea) är en fjärilsart som beskrevs av Ignaz Schiffermüller 1776. Rostgult plattfly ingår i släktet Conistra och familjen nattflyn. Arten är reproducerande i Sverige. Inga underarter finns listade.

## Bildgalleri

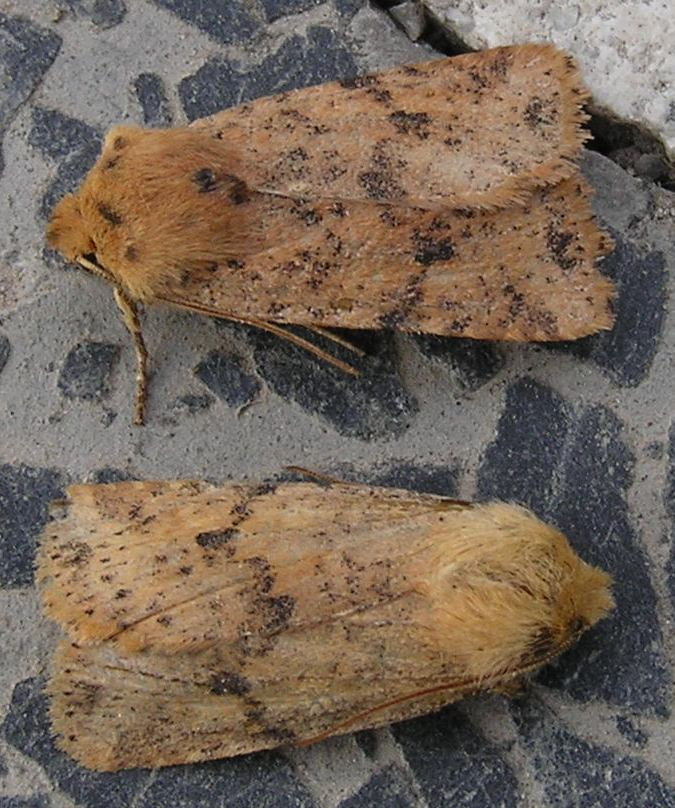
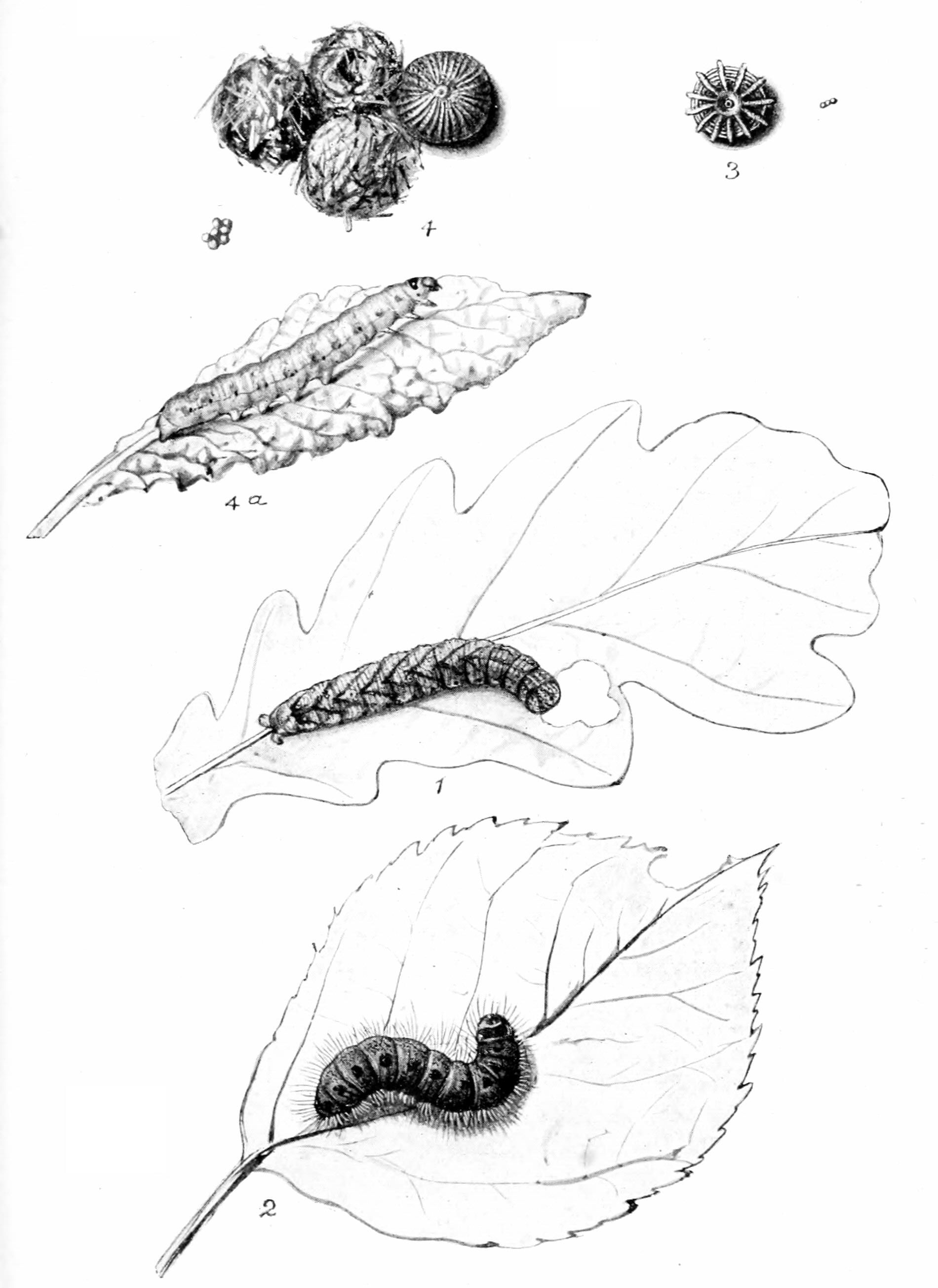
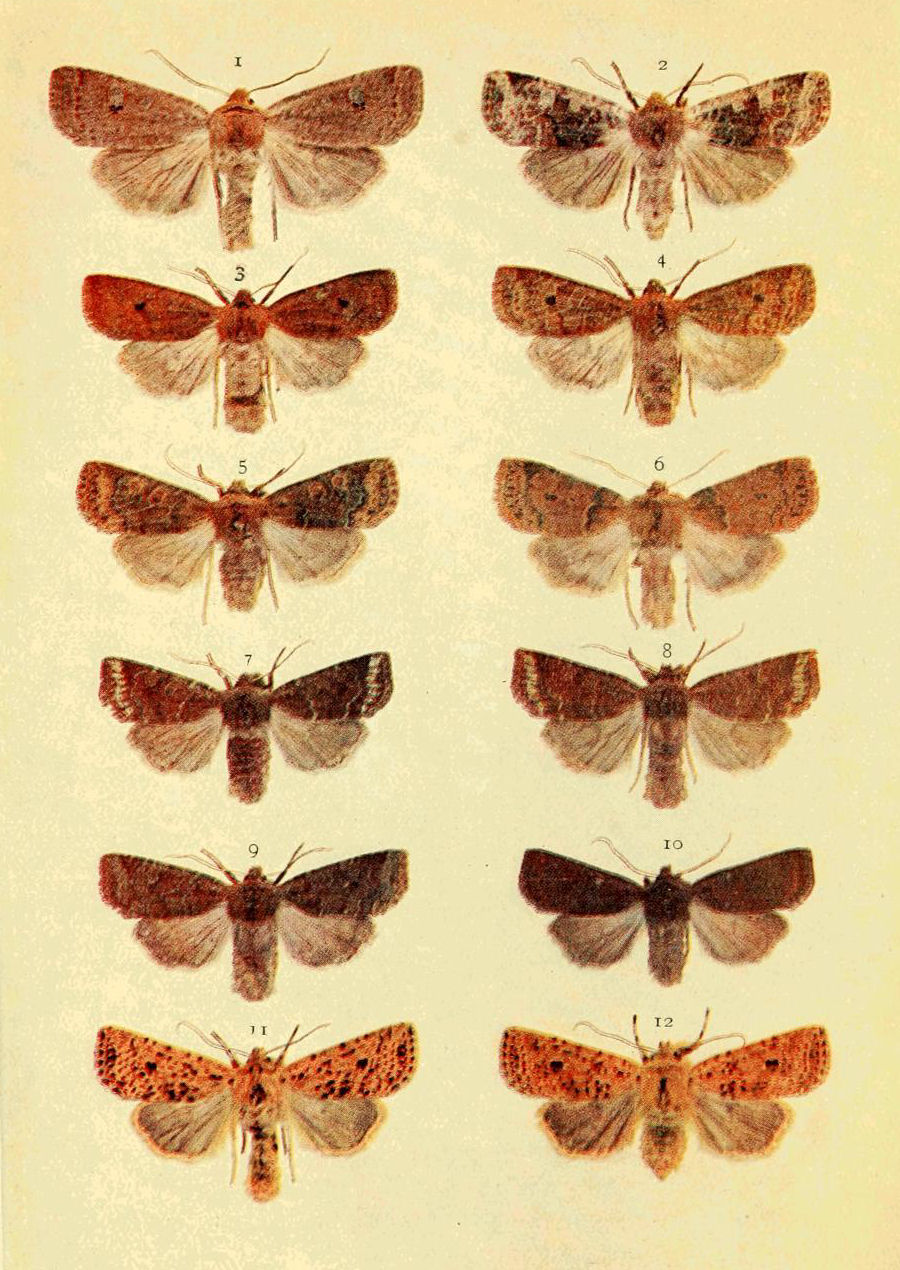